# Kaple Nejsvětější Trojice (Bělá pod Bezdězem)
Kaple Nejsvětější Trojice v Bělé pod Bezdězem je sakrální stavba v Bělé pod Bezdězem při silnici na Doksy z roku 1811.

## Historie

### Mnichoviště
Na místě pozdější kaple v lokalitě za městskými hradbami byl klášterní hřbitov, zmiňovaný již roku 1628, s pomístním názvem "na mnichovišti," který sloužil pro pohřbívání poddaných kláštera ze vsí Vrchbělá a Podolí. Fungoval pravděpodobně až do poloviny 18. století. Při stavbě silnice z Bělé do Doks zde bylo v roce 1816 objeveno množství lidských kostí.

### Sousoší Nejsvětější Trojice

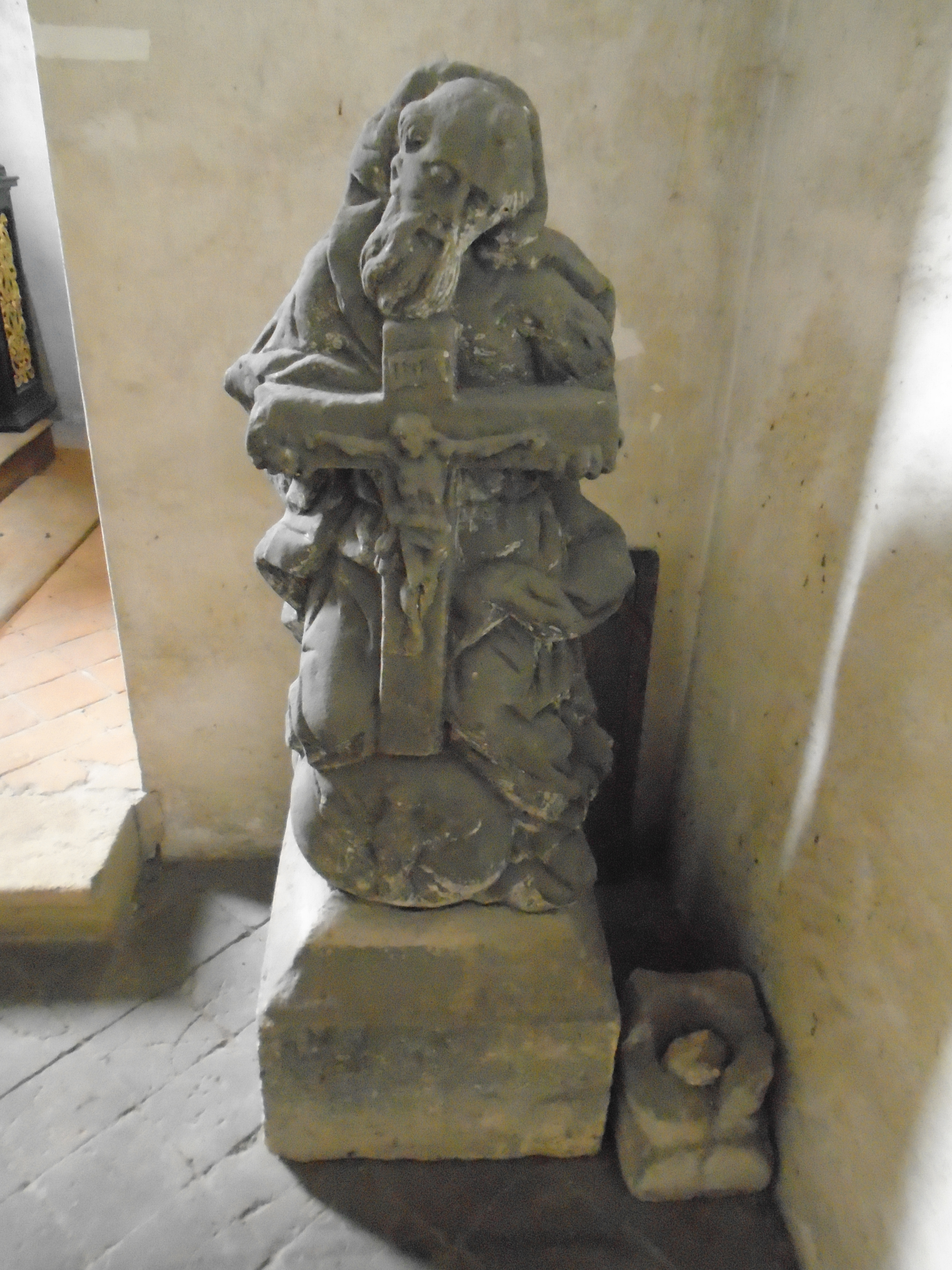
Socha v zámecké kapli (2021)

Na konci 18. století byla na místě klášterního pohřebiště vztyčena pískovcová socha Nejsvětější Trojice nesoucí dataci 1798. Zřejmě po výstavbě kaple a silnice na Doksy (1811) byla přesunuta do kostnice na farní hřbitov, odkud byla roku 1863 vyzdvižena a postavena na hřbitově poblíž fary, kde byla polychromována malířem Bubákem (Amand Bubák /1814–1877/ nebo Jan Bubák /1828– 1904/, bratři malíře Josefa Augusta Bubáka). Později byla přemístěna do zadní části hřbitova za kostelem. V srpnu 1940 byla ze hřbitova přesunuta do sálu městského muzea v Bělé, a od poloviny 20. století je umístěna v lodi kaple sv. Josefa na bělském zámku.

### Kaple
Samotná kaple byla vystavěna v době budování silnice na Doksy na počátku 19. století. Na výstavbu kaple mělo být roku 1811 užito vápno vyráběné v bělských vápenicích.

## Popis
Kaple má obdélníkový půdorys, vzadu uzavřený půlkruhově. Stěny jsou členěny vodorovnými rýhami. Portál v průčelí je zdoben dvojící toskánských pilastrů a kladím krytým stříškou. Nad stříškou je půlkruhový světlík. Nad ním římsa a nízký tympanon.
Interiér kaple rozděluje na dvě části vítězný oblouk tvořený toskánskými pilastry, presbytář je sklenut konchou.

### Vybavení
V kapli se nacházel obraz Nejsvětější Trojice z roku 1839 od Josefa Augusta Bubáka.